# Bernard Butler
Bernard Butler (ur. 1 maja 1970) – brytyjski gitarzysta i producent muzyczny. Zasłynął jako pierwszy gitarzysta zespołu Suede. Po odejściu z formacji zajął się karierą solową, a potem produkcją muzyczną. Współpracował m.in. z The Libertines.
W 2004 roku założył formację The Tears, której wokalistą został Brett Anderson. Zespół wydał jak dotąd tylko jedną płytę.
Często określa się go jako jednego z najbardziej znaczących gitarzystów indie rocka.